# SN 1987A

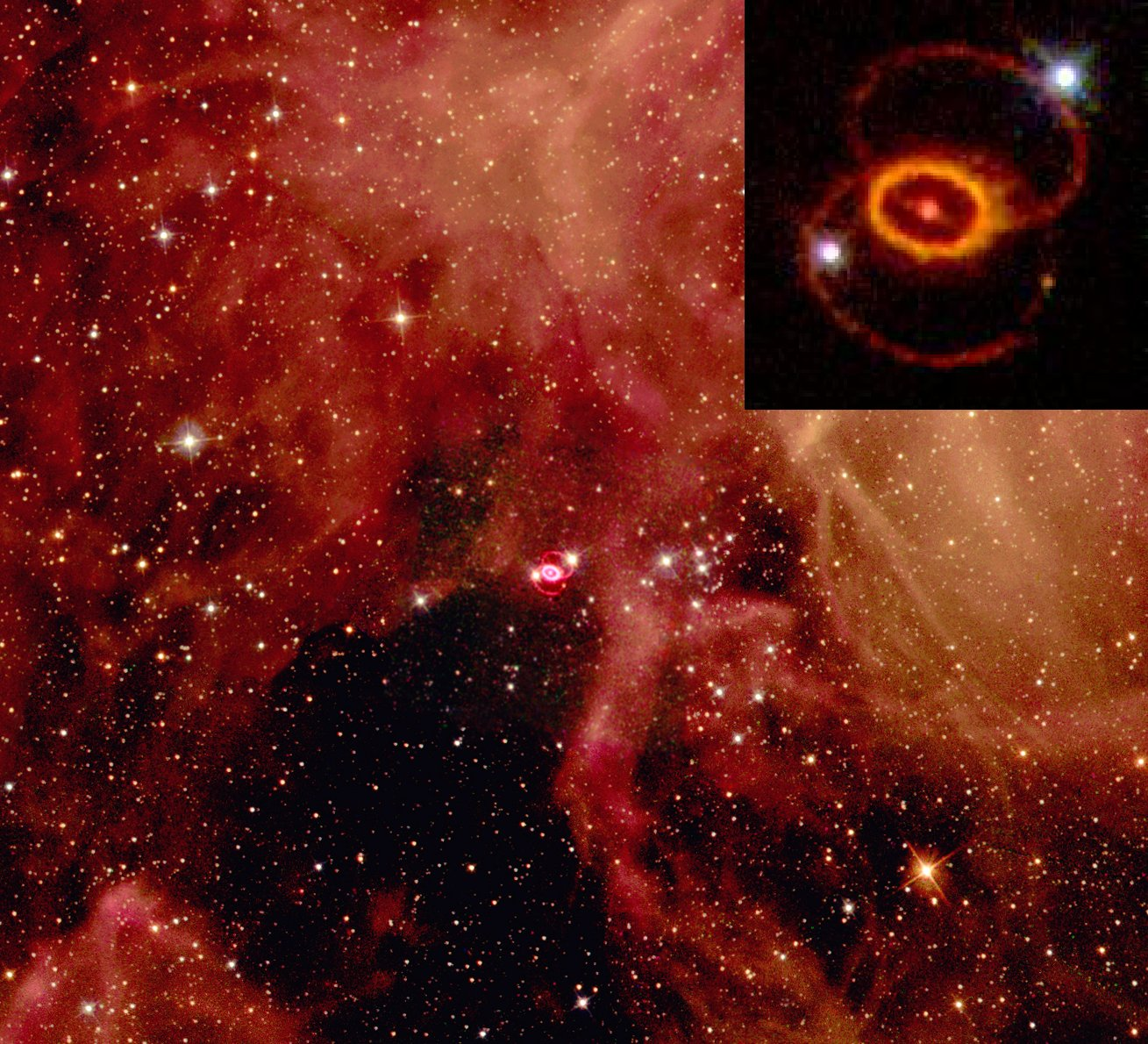
Az 1987A szupernóva maradványa a kép közepe felé

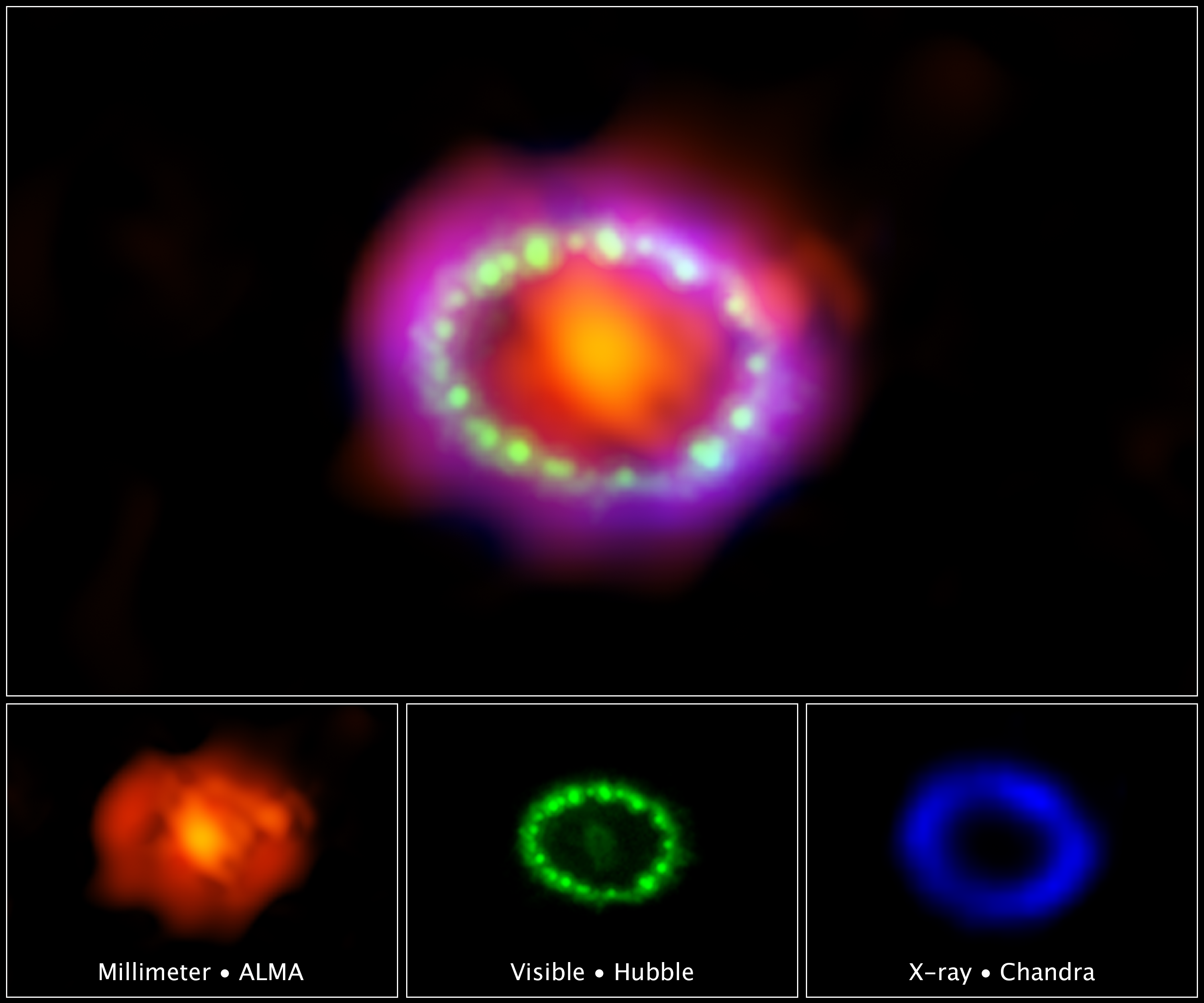
A csillagászok három különböző obszervatórium megfigyeléseit kombinálva készítették el ezt a színes képet a szupernóva bonyolult maradványairól

Az SN 1987A egy II típusú szupernóva a Nagy Magellán-felhőben, a Tejútrendszert kísérő törpegalaxisban.

## Felfedezése
A belőle jövő fény a Földet 1987. február 24-én érte el, bár a mag összeroppanása során kibocsátott neutrínókat már február 23-án észlelték. Mivel ez volt 1987-ben az első felfedezett szupernóva, ezért az „1987A” jelölést kapta. Felfedezője Ian Shelton, aki a chilei Las Campanas Obszervatórium munkatársa. Tőle függetlenül fedezte fel Albert Jones Új-Zélandon, valamint Colin Henshaw Zimbabwében.

## Leírása
Nagyjából 50 kiloparszek távolságban történt a Földtől, ez a legközelebbi szupernóva az SN 1604 óta (amely a Tejútrendszer közepe közelében robbant).  Májusban volt a legfényesebb, ekkor 3 magnitúdós volt, és lassan halványodott a következő hónapokban. Progenitorát 2012-ig nem sikerült azonosítani. Először a Sanduleak -69° 202a fényes kék változócsillagot feltételezték, azonban az IUE műhold mérései szerint ez a csillag változatlanul látható a helyén, század ívmásodpercre a szupernóvától.

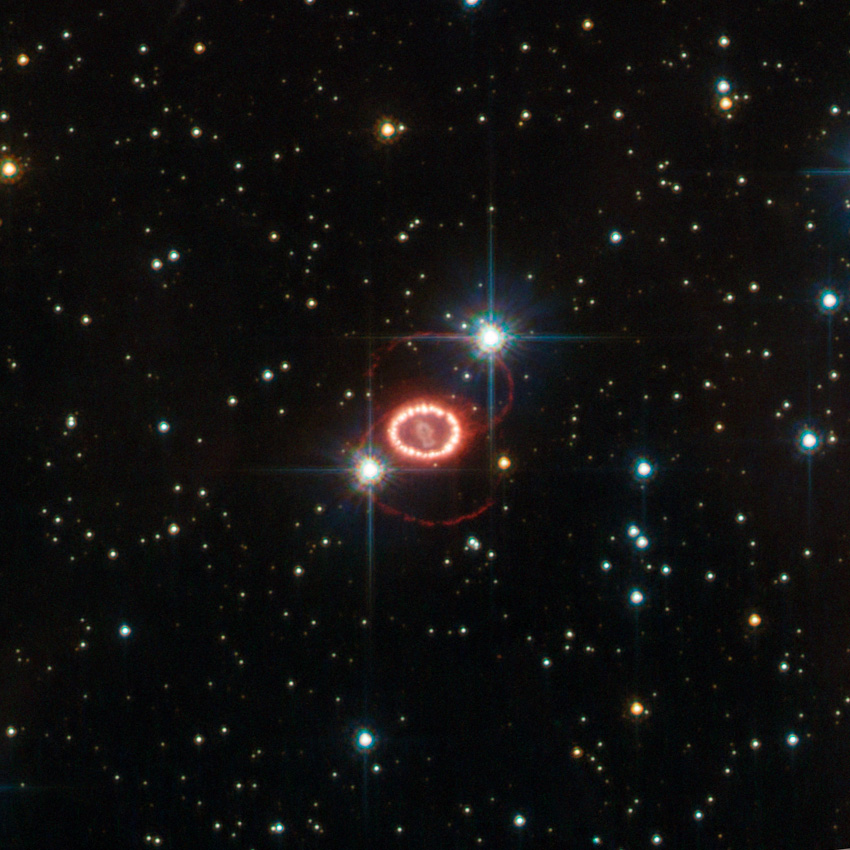
SN 1987A

Ez volt az első, és máig egyetlen, szupernóva, amelyet neutrínódetektorokkal (például Super-Kamiokande) is észleltek, ezt a pillanatot tekintik a neutrínócsillagászat születésének.
A robbanás által létrehozott szupernóva-maradvány az egyik legalaposabban tanulmányozott égitest napjainkban.